# Romandiet runt 2025
Romandiet runt 2025 var den 78:e upplagan av det schweiziska etapploppet Romandiet runt. Cykelloppets prolog och fem etapper kördes mellan den 29 april och 4 maj 2025 med start i Saint-Imier och målgång i Genève. Loppet var en del av UCI World Tour 2025 och vanns av portugisiske João Almeida från cykelstallet UAE Team Emirates XRG.

## Deltagande lag
| WorldTeams (18)- Alpecin-Deceuninck - Arkéa-B&B Hotels - Bahrain-Victorious - Cofidis - Decathlon AG2R La Mondiale Team - EF Education-EasyPost - Groupama-FDJ - Ineos Grenadiers - Intermarché-Wanty - Lidl-Trek - Movistar Team - Red Bull-BORA-hansgrohe - Soudal Quick-Step - Team Jayco AlUla - Team Picnic-PostNL - Team Visma \| Lease a Bike - UAE Team Emirates XRG - XDS Astana Team ProTeams (2)- Lotto - Tudor Pro Cycling Team |
| |

## Etapper
| Etapp  | Datum  | Start – mål                           | type       | Distans (km) | Höjdskillnad (m) | Etappvinnare      | Totalledare     |
| ------ | ------ | ------------------------------------- | ---------- | ------------ | ---------------- | ----------------- | --------------- |
| Prolog | 29 apr | Saint-Imier – Saint-Imier             | Prolog     | 3,4          | 42 m             | Samuel Watson     | Samuel Watson   |
| 1      | 30 apr | Münchenstein – Fribourg               |            | 194,3        | 3 224 m          | Matthew Brennan   | Matthew Brennan |
| 2      | 1 maj  | La Grande Béroche – La Grande Béroche |            | 157          | 2 753 m          | Lorenzo Fortunato | Alex Baudin     |
| 3      | 2 maj  | Cossonay – Cossonay                   |            | 183,1        | 2 457 m          | Jay Vine          | Alex Baudin     |
| 4      | 3 maj  | Sion – Thyon                          | Bergsetapp | 128          | 4 183 m          | Lenny Martinez    | Lenny Martinez  |
| 5      | 4 maj  | Genève – Genève                       | Tempoetapp | 17,1         | 228 m            | Remco Evenepoel   | João Almeida    |

### Prolog
| Saint-Imier - Saint-Imier | Prolog | (3,4 km) |

| \| Placeringar i etappen \| Placeringar i etappen \| Placeringar i etappen \| Placeringar i etappen \| Placeringar i etappen \| \| Cyklist \| Cyklist \| Lag \| Tid \| \| \| --------------------- \| --------------------- \| -------------------------- \| --------------------- \| --------------------- \| \| 1. \| Samuel Watson \| Ineos Grenadiers \| 4' 33" \| \| \| 2. \| Ivo Oliveira \| UAE Team Emirates XRG \| + 0" \| \| \| 3. \| Iván Romeo \| Movistar Team \| + 3" \| \| \| 4. \| Stefan Bissegger \| Decathlon-AG2R La Mondiale \| + 3" \| \| \| 5. \| Maikel Zijlaard \| Tudor Pro Cycling Team \| + 3" \| \| \| 6. \| Stefan Küng \| Groupama-FDJ \| + 4" \| \| \| 7. \| Thibault Guernalec \| Arkéa-B&B Hotels \| + 4" \| \| \| 8. \| Remco Evenepoel \| Soudal Quick-Step \| + 4" \| \| \| 9. \| Jay Vine \| UAE Team Emirates XRG \| + 5" \| \| \| 10. \| Jan Christen \| UAE Team Emirates XRG \| + 5" \| \| |                    |                            |        |
| |                    |                            |        |
| |                    |                            |        |
| Placeringar i etappen |                    |                            |        |
| Cyklist | Cyklist            | Lag                        | Tid    |
| 1. | Samuel Watson      | Ineos Grenadiers           | 4' 33" |
| 2. | Ivo Oliveira       | UAE Team Emirates XRG      | + 0"   |
| 3. | Iván Romeo         | Movistar Team              | + 3"   |
| 4. | Stefan Bissegger   | Decathlon-AG2R La Mondiale | + 3"   |
| 5. | Maikel Zijlaard    | Tudor Pro Cycling Team     | + 3"   |
| 6. | Stefan Küng        | Groupama-FDJ               | + 4"   |
| 7. | Thibault Guernalec | Arkéa-B&B Hotels           | + 4"   |
| 8. | Remco Evenepoel    | Soudal Quick-Step          | + 4"   |
| 9. | Jay Vine           | UAE Team Emirates XRG      | + 5"   |
| 10. | Jan Christen       | UAE Team Emirates XRG      | + 5"   |

| \| Totaltävlingen \| Totaltävlingen \| Totaltävlingen \| Totaltävlingen \| Totaltävlingen \| \| Cyklist \| Cyklist \| Lag \| Tid \| \| \| -------------- \| ------------------ \| -------------------------- \| -------------- \| -------------- \| \| 1. \| Samuel Watson \| Ineos Grenadiers \| 4' 33" \| \| \| 2. \| Ivo Oliveira \| UAE Team Emirates XRG \| + 0" \| \| \| 3. \| Iván Romeo \| Movistar Team \| + 3" \| \| \| 4. \| Stefan Bissegger \| Decathlon-AG2R La Mondiale \| + 3" \| \| \| 5. \| Maikel Zijlaard \| Tudor Pro Cycling Team \| + 3" \| \| \| 6. \| Stefan Küng \| Groupama-FDJ \| + 4" \| \| \| 7. \| Thibault Guernalec \| Arkéa-B&B Hotels \| + 4" \| \| \| 8. \| Remco Evenepoel \| Soudal Quick-Step \| + 4" \| \| \| 9. \| Jay Vine \| UAE Team Emirates XRG \| + 5" \| \| \| 10. \| Jan Christen \| UAE Team Emirates XRG \| + 5" \| \| |                    |                            |        |
| |                    |                            |        |
| |                    |                            |        |
| Totaltävlingen |                    |                            |        |
| Cyklist | Cyklist            | Lag                        | Tid    |
| 1. | Samuel Watson      | Ineos Grenadiers           | 4' 33" |
| 2. | Ivo Oliveira       | UAE Team Emirates XRG      | + 0"   |
| 3. | Iván Romeo         | Movistar Team              | + 3"   |
| 4. | Stefan Bissegger   | Decathlon-AG2R La Mondiale | + 3"   |
| 5. | Maikel Zijlaard    | Tudor Pro Cycling Team     | + 3"   |
| 6. | Stefan Küng        | Groupama-FDJ               | + 4"   |
| 7. | Thibault Guernalec | Arkéa-B&B Hotels           | + 4"   |
| 8. | Remco Evenepoel    | Soudal Quick-Step          | + 4"   |
| 9. | Jay Vine           | UAE Team Emirates XRG      | + 5"   |
| 10. | Jan Christen       | UAE Team Emirates XRG      | + 5"   |

### 1:a etappen
| Münchenstein - Fribourg |  | (194,3 km) |

| \| Placeringar i etappen \| Placeringar i etappen \| Placeringar i etappen \| Placeringar i etappen \| Placeringar i etappen \| \| Cyklist \| Cyklist \| Lag \| Tid \| \| \| --------------------- \| ---------------------- \| -------------------------- \| --------------------- \| --------------------- \| \| 1. \| Matthew Brennan \| Team Visma \\| Lease a Bike \| 4t 42' 32" \| \| \| 2. \| Aurélien Paret-Peintre \| Decathlon-AG2R La Mondiale \| + 0" \| \| \| 3. \| Artem Shmidt \| Ineos Grenadiers \| + 0" \| \| \| 4. \| Huub Artz \| Intermarché-Wanty \| + 0" \| \| \| 5. \| Clément Venturini \| Arkéa-B&B Hotels \| + 0" \| \| \| 6. \| Oscar Onley \| Team Picnic-PostNL \| + 0" \| \| \| 7. \| Clément Champoussin \| XDS Astana Team \| + 0" \| \| \| 8. \| Milan Menten \| Lotto \| + 0" \| \| \| 9. \| Ramses Debruyne \| Alpecin-Deceuninck \| + 0" \| \| \| 10. \| Ben Swift \| Ineos Grenadiers \| + 0" \| \| |                        |                            |            |
| |                        |                            |            |
| |                        |                            |            |
| Placeringar i etappen |                        |                            |            |
| Cyklist | Cyklist                | Lag                        | Tid        |
| 1. | Matthew Brennan        | Team Visma \| Lease a Bike | 4t 42' 32" |
| 2. | Aurélien Paret-Peintre | Decathlon-AG2R La Mondiale | + 0"       |
| 3. | Artem Shmidt           | Ineos Grenadiers           | + 0"       |
| 4. | Huub Artz              | Intermarché-Wanty          | + 0"       |
| 5. | Clément Venturini      | Arkéa-B&B Hotels           | + 0"       |
| 6. | Oscar Onley            | Team Picnic-PostNL         | + 0"       |
| 7. | Clément Champoussin    | XDS Astana Team            | + 0"       |
| 8. | Milan Menten           | Lotto                      | + 0"       |
| 9. | Ramses Debruyne        | Alpecin-Deceuninck         | + 0"       |
| 10. | Ben Swift              | Ineos Grenadiers           | + 0"       |

| \| Totaltävlingen \| Totaltävlingen \| Totaltävlingen \| Totaltävlingen \| Totaltävlingen \| \| Cyklist \| Cyklist \| Lag \| Tid \| \| \| -------------- \| ---------------------- \| -------------------------- \| -------------- \| -------------- \| \| 1. \| Matthew Brennan \| Team Visma \\| Lease a Bike \| 4t 47' 02" \| \| \| 2. \| Samuel Watson \| Ineos Grenadiers \| + 3" \| \| \| 3. \| Ivo Oliveira \| UAE Team Emirates XRG \| + 3" \| \| \| 4. \| Artem Shmidt \| Ineos Grenadiers \| + 5" \| \| \| 5. \| Iván Romeo \| Movistar Team \| + 6" \| \| \| 6. \| Stefan Küng \| Groupama-FDJ \| + 7" \| \| \| 7. \| Thibault Guernalec \| Arkéa-B&B Hotels \| + 7" \| \| \| 8. \| Aurélien Paret-Peintre \| Decathlon-AG2R La Mondiale \| + 7" \| \| \| 9. \| Remco Evenepoel \| Soudal Quick-Step \| + 7" \| \| \| 10. \| Jay Vine \| UAE Team Emirates XRG \| + 8" \| \| |                        |                            |            |
| |                        |                            |            |
| |                        |                            |            |
| Totaltävlingen |                        |                            |            |
| Cyklist | Cyklist                | Lag                        | Tid        |
| 1. | Matthew Brennan        | Team Visma \| Lease a Bike | 4t 47' 02" |
| 2. | Samuel Watson          | Ineos Grenadiers           | + 3"       |
| 3. | Ivo Oliveira           | UAE Team Emirates XRG      | + 3"       |
| 4. | Artem Shmidt           | Ineos Grenadiers           | + 5"       |
| 5. | Iván Romeo             | Movistar Team              | + 6"       |
| 6. | Stefan Küng            | Groupama-FDJ               | + 7"       |
| 7. | Thibault Guernalec     | Arkéa-B&B Hotels           | + 7"       |
| 8. | Aurélien Paret-Peintre | Decathlon-AG2R La Mondiale | + 7"       |
| 9. | Remco Evenepoel        | Soudal Quick-Step          | + 7"       |
| 10. | Jay Vine               | UAE Team Emirates XRG      | + 8"       |

### 2:a etappen
| La Grande Béroche - La Grande Béroche |  | (157 km) |

| \| Placeringar i etappen \| Placeringar i etappen \| Placeringar i etappen \| Placeringar i etappen \| Placeringar i etappen \| \| Cyklist \| Cyklist \| Lag \| Tid \| \| \| --------------------- \| --------------------- \| --------------------- \| --------------------- \| --------------------- \| \| 1. \| Lorenzo Fortunato \| XDS Astana Team \| 3t 54' 40" \| \| \| 2. \| Alex Baudin \| EF Education-EasyPost \| + 2" \| \| \| 3. \| William Junior Lecerf \| Soudal Quick-Step \| + 2" \| \| \| 4. \| Lennert Van Eetvelt \| Lotto \| + 2" \| \| \| 5. \| Juan Pedro López \| Lidl-Trek \| + 2" \| \| \| 6. \| Remco Evenepoel \| Soudal Quick-Step \| + 56" \| \| \| 7. \| Harold Tejada \| XDS Astana Team \| + 56" \| \| \| 8. \| Javier Romo \| Movistar Team \| + 56" \| \| \| 9. \| Cristián Rodríguez \| Arkéa-B&B Hotels \| + 56" \| \| \| 10. \| Edward Dunbar \| Team Jayco AlUla \| + 56" \| \| |                       |                       |            |
| |                       |                       |            |
| |                       |                       |            |
| Placeringar i etappen |                       |                       |            |
| Cyklist | Cyklist               | Lag                   | Tid        |
| 1. | Lorenzo Fortunato     | XDS Astana Team       | 3t 54' 40" |
| 2. | Alex Baudin           | EF Education-EasyPost | + 2"       |
| 3. | William Junior Lecerf | Soudal Quick-Step     | + 2"       |
| 4. | Lennert Van Eetvelt   | Lotto                 | + 2"       |
| 5. | Juan Pedro López      | Lidl-Trek             | + 2"       |
| 6. | Remco Evenepoel       | Soudal Quick-Step     | + 56"      |
| 7. | Harold Tejada         | XDS Astana Team       | + 56"      |
| 8. | Javier Romo           | Movistar Team         | + 56"      |
| 9. | Cristián Rodríguez    | Arkéa-B&B Hotels      | + 56"      |
| 10. | Edward Dunbar         | Team Jayco AlUla      | + 56"      |

| \| Totaltävlingen \| Totaltävlingen \| Totaltävlingen \| Totaltävlingen \| Totaltävlingen \| \| Cyklist \| Cyklist \| Lag \| Tid \| \| \| -------------- \| --------------------- \| --------------------- \| -------------- \| -------------- \| \| 1. \| Alex Baudin \| EF Education-EasyPost \| 8t 41' 53" \| \| \| 2. \| William Junior Lecerf \| Soudal Quick-Step \| + 5" \| \| \| 3. \| Lennert Van Eetvelt \| Lotto \| + 6" \| \| \| 4. \| Lorenzo Fortunato \| XDS Astana Team \| + 17" \| \| \| 5. \| Juan Pedro López \| Lidl-Trek \| + 17" \| \| \| 6. \| Remco Evenepoel \| Soudal Quick-Step \| + 52" \| \| \| 7. \| Jay Vine \| UAE Team Emirates XRG \| + 53" \| \| \| 8. \| João Almeida \| UAE Team Emirates XRG \| + 53" \| \| \| 9. \| Lenny Martinez \| Bahrain Victorious \| + 56" \| \| \| 10. \| Harold Tejada \| XDS Astana Team \| + 56" \| \| |                       |                       |            |
| |                       |                       |            |
| |                       |                       |            |
| Totaltävlingen |                       |                       |            |
| Cyklist | Cyklist               | Lag                   | Tid        |
| 1. | Alex Baudin           | EF Education-EasyPost | 8t 41' 53" |
| 2. | William Junior Lecerf | Soudal Quick-Step     | + 5"       |
| 3. | Lennert Van Eetvelt   | Lotto                 | + 6"       |
| 4. | Lorenzo Fortunato     | XDS Astana Team       | + 17"      |
| 5. | Juan Pedro López      | Lidl-Trek             | + 17"      |
| 6. | Remco Evenepoel       | Soudal Quick-Step     | + 52"      |
| 7. | Jay Vine              | UAE Team Emirates XRG | + 53"      |
| 8. | João Almeida          | UAE Team Emirates XRG | + 53"      |
| 9. | Lenny Martinez        | Bahrain Victorious    | + 56"      |
| 10. | Harold Tejada         | XDS Astana Team       | + 56"      |

### 3:e etappen
| Cossonay - Cossonay |  | (183,1 km) |

| \| Placeringar i etappen \| Placeringar i etappen \| Placeringar i etappen \| Placeringar i etappen \| Placeringar i etappen \| \| Cyklist \| Cyklist \| Lag \| Tid \| \| \| --------------------- \| ---------------------- \| -------------------------- \| --------------------- \| --------------------- \| \| 1. \| Jay Vine \| UAE Team Emirates XRG \| 4t 03' 35" \| \| \| 2. \| Lenny Martinez \| Bahrain Victorious \| + 2" \| \| \| 3. \| João Almeida \| UAE Team Emirates XRG \| + 2" \| \| \| 4. \| Louis Barré \| Intermarché-Wanty \| + 2" \| \| \| 5. \| Alberto Bettiol \| XDS Astana Team \| + 2" \| \| \| 6. \| Javier Romo \| Movistar Team \| + 2" \| \| \| 7. \| Remco Evenepoel \| Soudal Quick-Step \| + 2" \| \| \| 8. \| Aurélien Paret-Peintre \| Decathlon-AG2R La Mondiale \| + 2" \| \| \| 9. \| Oscar Onley \| Team Picnic-PostNL \| + 2" \| \| \| 10. \| Mathys Rondel \| Tudor Pro Cycling Team \| + 2" \| \| |                        |                            |            |
| |                        |                            |            |
| |                        |                            |            |
| Placeringar i etappen |                        |                            |            |
| Cyklist | Cyklist                | Lag                        | Tid        |
| 1. | Jay Vine               | UAE Team Emirates XRG      | 4t 03' 35" |
| 2. | Lenny Martinez         | Bahrain Victorious         | + 2"       |
| 3. | João Almeida           | UAE Team Emirates XRG      | + 2"       |
| 4. | Louis Barré            | Intermarché-Wanty          | + 2"       |
| 5. | Alberto Bettiol        | XDS Astana Team            | + 2"       |
| 6. | Javier Romo            | Movistar Team              | + 2"       |
| 7. | Remco Evenepoel        | Soudal Quick-Step          | + 2"       |
| 8. | Aurélien Paret-Peintre | Decathlon-AG2R La Mondiale | + 2"       |
| 9. | Oscar Onley            | Team Picnic-PostNL         | + 2"       |
| 10. | Mathys Rondel          | Tudor Pro Cycling Team     | + 2"       |

| \| Totaltävlingen \| Totaltävlingen \| Totaltävlingen \| Totaltävlingen \| Totaltävlingen \| \| Cyklist \| Cyklist \| Lag \| Tid \| \| \| -------------- \| --------------------- \| --------------------- \| -------------- \| -------------- \| \| 1. \| Alex Baudin \| EF Education-EasyPost \| 12t 45' 30" \| \| \| 2. \| William Junior Lecerf \| Soudal Quick-Step \| + 5" \| \| \| 3. \| Lennert Van Eetvelt \| Lotto \| + 6" \| \| \| 4. \| Lorenzo Fortunato \| XDS Astana Team \| + 17" \| \| \| 5. \| Juan Pedro López \| Lidl-Trek \| + 17" \| \| \| 6. \| Jay Vine \| UAE Team Emirates XRG \| + 41" \| \| \| 7. \| João Almeida \| UAE Team Emirates XRG \| + 50" \| \| \| 8. \| Lenny Martinez \| Bahrain Victorious \| + 50" \| \| \| 9. \| Remco Evenepoel \| Soudal Quick-Step \| + 52" \| \| \| 10. \| Harold Tejada \| XDS Astana Team \| + 56" \| \| |                       |                       |             |
| |                       |                       |             |
| |                       |                       |             |
| Totaltävlingen |                       |                       |             |
| Cyklist | Cyklist               | Lag                   | Tid         |
| 1. | Alex Baudin           | EF Education-EasyPost | 12t 45' 30" |
| 2. | William Junior Lecerf | Soudal Quick-Step     | + 5"        |
| 3. | Lennert Van Eetvelt   | Lotto                 | + 6"        |
| 4. | Lorenzo Fortunato     | XDS Astana Team       | + 17"       |
| 5. | Juan Pedro López      | Lidl-Trek             | + 17"       |
| 6. | Jay Vine              | UAE Team Emirates XRG | + 41"       |
| 7. | João Almeida          | UAE Team Emirates XRG | + 50"       |
| 8. | Lenny Martinez        | Bahrain Victorious    | + 50"       |
| 9. | Remco Evenepoel       | Soudal Quick-Step     | + 52"       |
| 10. | Harold Tejada         | XDS Astana Team       | + 56"       |

### 4:e etappen
| Sion - Thyon | Bergsetapp | (128 km) |

| \| Placeringar i etappen \| Placeringar i etappen \| Placeringar i etappen \| Placeringar i etappen \| Placeringar i etappen \| \| Cyklist \| Cyklist \| Lag \| Tid \| \| \| --------------------- \| --------------------- \| -------------------------- \| --------------------- \| --------------------- \| \| 1. \| Lenny Martinez \| Bahrain Victorious \| 3t 43' 46" \| \| \| 2. \| João Almeida \| UAE Team Emirates XRG \| + 0" \| \| \| 3. \| Lorenzo Fortunato \| XDS Astana Team \| + 29" \| \| \| 4. \| Jay Vine \| UAE Team Emirates XRG \| + 31" \| \| \| 5. \| Carlos Rodríguez \| Ineos Grenadiers \| + 31" \| \| \| 6. \| Cristián Rodríguez \| Arkéa-B&B Hotels \| + 1' 11" \| \| \| 7. \| Mathys Rondel \| Tudor Pro Cycling Team \| + 1' 13" \| \| \| 8. \| Jörgen Nordhagen \| Team Visma \\| Lease a Bike \| + 1' 17" \| \| \| 9. \| Sergio Higuita \| XDS Astana Team \| + 1' 29" \| \| \| 10. \| William Junior Lecerf \| Soudal Quick-Step \| + 1' 29" \| \| |                       |                            |            |
| |                       |                            |            |
| |                       |                            |            |
| Placeringar i etappen |                       |                            |            |
| Cyklist | Cyklist               | Lag                        | Tid        |
| 1. | Lenny Martinez        | Bahrain Victorious         | 3t 43' 46" |
| 2. | João Almeida          | UAE Team Emirates XRG      | + 0"       |
| 3. | Lorenzo Fortunato     | XDS Astana Team            | + 29"      |
| 4. | Jay Vine              | UAE Team Emirates XRG      | + 31"      |
| 5. | Carlos Rodríguez      | Ineos Grenadiers           | + 31"      |
| 6. | Cristián Rodríguez    | Arkéa-B&B Hotels           | + 1' 11"   |
| 7. | Mathys Rondel         | Tudor Pro Cycling Team     | + 1' 13"   |
| 8. | Jörgen Nordhagen      | Team Visma \| Lease a Bike | + 1' 17"   |
| 9. | Sergio Higuita        | XDS Astana Team            | + 1' 29"   |
| 10. | William Junior Lecerf | Soudal Quick-Step          | + 1' 29"   |

| \| Totaltävlingen \| Totaltävlingen \| Totaltävlingen \| Totaltävlingen \| Totaltävlingen \| \| Cyklist \| Cyklist \| Lag \| Tid \| \| \| -------------- \| --------------------- \| ---------------------- \| -------------- \| -------------- \| \| 1. \| Lenny Martinez \| Bahrain Victorious \| 16t 29' 56" \| \| \| 2. \| Lorenzo Fortunato \| XDS Astana Team \| + 2" \| \| \| 3. \| João Almeida \| UAE Team Emirates XRG \| + 3" \| \| \| 4. \| Jay Vine \| UAE Team Emirates XRG \| + 32" \| \| \| 5. \| William Junior Lecerf \| Soudal Quick-Step \| + 54" \| \| \| 6. \| Carlos Rodríguez \| Ineos Grenadiers \| + 54" \| \| \| 7. \| Juan Pedro López \| Lidl-Trek \| + 1' 06" \| \| \| 8. \| Mathys Rondel \| Tudor Pro Cycling Team \| + 1' 37" \| \| \| 9. \| Remco Evenepoel \| Soudal Quick-Step \| + 1' 41" \| \| \| 10. \| Cristián Rodríguez \| Arkéa-B&B Hotels \| + 1' 46" \| \| |                       |                        |             |
| |                       |                        |             |
| |                       |                        |             |
| Totaltävlingen |                       |                        |             |
| Cyklist | Cyklist               | Lag                    | Tid         |
| 1. | Lenny Martinez        | Bahrain Victorious     | 16t 29' 56" |
| 2. | Lorenzo Fortunato     | XDS Astana Team        | + 2"        |
| 3. | João Almeida          | UAE Team Emirates XRG  | + 3"        |
| 4. | Jay Vine              | UAE Team Emirates XRG  | + 32"       |
| 5. | William Junior Lecerf | Soudal Quick-Step      | + 54"       |
| 6. | Carlos Rodríguez      | Ineos Grenadiers       | + 54"       |
| 7. | Juan Pedro López      | Lidl-Trek              | + 1' 06"    |
| 8. | Mathys Rondel         | Tudor Pro Cycling Team | + 1' 37"    |
| 9. | Remco Evenepoel       | Soudal Quick-Step      | + 1' 41"    |
| 10. | Cristián Rodríguez    | Arkéa-B&B Hotels       | + 1' 46"    |

### 5:e etappen
| Genève - Genève | Tempoetapp | (17,1 km) |

| \| Placeringar i etappen \| Placeringar i etappen \| Placeringar i etappen \| Placeringar i etappen \| Placeringar i etappen \| \| Cyklist \| Cyklist \| Lag \| Tid \| \| \| --------------------- \| --------------------- \| ----------------------- \| --------------------- \| --------------------- \| \| 1. \| Remco Evenepoel \| Soudal Quick-Step \| 20' 33" \| \| \| 2. \| João Almeida \| UAE Team Emirates XRG \| + 12" \| \| \| 3. \| Alberto Bettiol \| XDS Astana Team \| + 18" \| \| \| 4. \| Jay Vine \| UAE Team Emirates XRG \| + 24" \| \| \| 5. \| Aleksandr Vlasov \| Red Bull-Bora-Hansgrohe \| + 27" \| \| \| 6. \| Raúl García Pierna \| Arkéa-B&B Hotels \| + 32" \| \| \| 7. \| Thibault Guernalec \| Arkéa-B&B Hotels \| + 33" \| \| \| 8. \| Johan Price-Pejtersen \| Alpecin-Deceuninck \| + 38" \| \| \| 9. \| Rémi Cavagna \| Groupama-FDJ \| + 39" \| \| \| 10. \| Stefan Küng \| Groupama-FDJ \| + 39" \| \| |                       |                         |         |
| |                       |                         |         |
| |                       |                         |         |
| Placeringar i etappen |                       |                         |         |
| Cyklist | Cyklist               | Lag                     | Tid     |
| 1. | Remco Evenepoel       | Soudal Quick-Step       | 20' 33" |
| 2. | João Almeida          | UAE Team Emirates XRG   | + 12"   |
| 3. | Alberto Bettiol       | XDS Astana Team         | + 18"   |
| 4. | Jay Vine              | UAE Team Emirates XRG   | + 24"   |
| 5. | Aleksandr Vlasov      | Red Bull-Bora-Hansgrohe | + 27"   |
| 6. | Raúl García Pierna    | Arkéa-B&B Hotels        | + 32"   |
| 7. | Thibault Guernalec    | Arkéa-B&B Hotels        | + 33"   |
| 8. | Johan Price-Pejtersen | Alpecin-Deceuninck      | + 38"   |
| 9. | Rémi Cavagna          | Groupama-FDJ            | + 39"   |
| 10. | Stefan Küng           | Groupama-FDJ            | + 39"   |

## Resultat

### Sammanlagt
| \| Totaltävlingen \| Totaltävlingen \| Totaltävlingen \| Totaltävlingen \| Totaltävlingen \| \| Cyklist \| Cyklist \| Lag \| Tid \| \| \| -------------- \| --------------------- \| ---------------------- \| -------------- \| -------------- \| \| 1. \| João Almeida \| UAE Team Emirates XRG \| 16t 49' 04" \| \| \| 2. \| Lenny Martinez \| Bahrain Victorious \| + 26" \| \| \| 3. \| Jay Vine \| UAE Team Emirates XRG \| + 41" \| \| \| 4. \| Lorenzo Fortunato \| XDS Astana Team \| + 1' 22" \| \| \| 5. \| Remco Evenepoel \| Soudal Quick-Step \| + 1' 26" \| \| \| 6. \| Carlos Rodríguez \| Ineos Grenadiers \| + 1' 31" \| \| \| 7. \| Juan Pedro López \| Lidl-Trek \| + 2' 05" \| \| \| 8. \| William Junior Lecerf \| Soudal Quick-Step \| + 2' 16" \| \| \| 9. \| Mathys Rondel \| Tudor Pro Cycling Team \| + 2' 43" \| \| \| 10. \| Javier Romo \| Movistar Team \| + 2' 58" \| \| |                       |                        |             |
| |                       |                        |             |
| Källa: ProCyclingStats |                       |                        |             |
| Totaltävlingen |                       |                        |             |
| Cyklist | Cyklist               | Lag                    | Tid         |
| 1. | João Almeida          | UAE Team Emirates XRG  | 16t 49' 04" |
| 2. | Lenny Martinez        | Bahrain Victorious     | + 26"       |
| 3. | Jay Vine              | UAE Team Emirates XRG  | + 41"       |
| 4. | Lorenzo Fortunato     | XDS Astana Team        | + 1' 22"    |
| 5. | Remco Evenepoel       | Soudal Quick-Step      | + 1' 26"    |
| 6. | Carlos Rodríguez      | Ineos Grenadiers       | + 1' 31"    |
| 7. | Juan Pedro López      | Lidl-Trek              | + 2' 05"    |
| 8. | William Junior Lecerf | Soudal Quick-Step      | + 2' 16"    |
| 9. | Mathys Rondel         | Tudor Pro Cycling Team | + 2' 43"    |
| 10. | Javier Romo           | Movistar Team          | + 2' 58"    |

### Övriga tävlingar
| Poängtävlingen | Poängtävlingen        | Poängtävlingen             | Poängtävlingen | Poängtävlingen |
| Cyklist        | Cyklist               | Lag                        | Poäng          |                |
| -------------- | --------------------- | -------------------------- | -------------- | -------------- |
| 1.             | Jay Vine              | UAE Team Emirates XRG      | 97 poäng       |                |
| 2.             | João Almeida          | UAE Team Emirates XRG      | 81 poäng       |                |
| 3.             | Remco Evenepoel       | Soudal Quick-Step          | 73 poäng       |                |
| 4.             | Lorenzo Fortunato     | XDS Astana Team            | 72 poäng       |                |
| 5.             | Lenny Martinez        | Bahrain Victorious         | 68 poäng       |                |
| 6.             | Matthew Brennan       | Team Visma \| Lease a Bike | 58 poäng       |                |
| 7.             | Stefan Küng           | Groupama-FDJ               | 52 poäng       |                |
| 8.             | Julien Bernard        | Lidl-Trek                  | 45 poäng       |                |
| 9.             | Alex Baudin           | EF Education-EasyPost      | 45 poäng       |                |
| 10.            | William Junior Lecerf | Soudal Quick-Step          | 42 poäng       |                |

| Poängtävlingen | Poängtävlingen        | Poängtävlingen             | Poängtävlingen | Poängtävlingen |
| Cyklist        | Cyklist               | Lag                        | Poäng          |                |
| -------------- | --------------------- | -------------------------- | -------------- | -------------- |
| 1.             | Jay Vine              | UAE Team Emirates XRG      | 97 poäng       |                |
| 2.             | João Almeida          | UAE Team Emirates XRG      | 81 poäng       |                |
| 3.             | Remco Evenepoel       | Soudal Quick-Step          | 73 poäng       |                |
| 4.             | Lorenzo Fortunato     | XDS Astana Team            | 72 poäng       |                |
| 5.             | Lenny Martinez        | Bahrain Victorious         | 68 poäng       |                |
| 6.             | Matthew Brennan       | Team Visma \| Lease a Bike | 58 poäng       |                |
| 7.             | Stefan Küng           | Groupama-FDJ               | 52 poäng       |                |
| 8.             | Julien Bernard        | Lidl-Trek                  | 45 poäng       |                |
| 9.             | Alex Baudin           | EF Education-EasyPost      | 45 poäng       |                |
| 10.            | William Junior Lecerf | Soudal Quick-Step          | 42 poäng       |                |

| Bergstävlingen | Bergstävlingen         | Bergstävlingen          | Bergstävlingen | Bergstävlingen |
| Cyklist        | Cyklist                | Lag                     | Poäng          |                |
| -------------- | ---------------------- | ----------------------- | -------------- | -------------- |
| 1.             | Ben Zwiehoff           | Red Bull-Bora-Hansgrohe | 87 poäng       |                |
| 2.             | Julien Bernard         | Lidl-Trek               | 35 poäng       |                |
| 3.             | Stefan Küng            | Groupama-FDJ            | 25 poäng       |                |
| 4.             | Hugh Carthy            | EF Education-EasyPost   | 23 poäng       |                |
| 5.             | Gerben Kuypers         | Intermarché-Wanty       | 20 poäng       |                |
| 6.             | Louis Barré            | Intermarché-Wanty       | 20 poäng       |                |
| 7.             | João Almeida           | UAE Team Emirates XRG   | 19 poäng       |                |
| 8.             | Lenny Martinez         | Bahrain Victorious      | 10 poäng       |                |
| 9.             | Amanuel Gebrezgabihier | Lidl-Trek               | 8 poäng        |                |
| 10.            | Enzo Paleni            | Groupama-FDJ            | 7 poäng        |                |

| Bergstävlingen | Bergstävlingen         | Bergstävlingen          | Bergstävlingen | Bergstävlingen |
| Cyklist        | Cyklist                | Lag                     | Poäng          |                |
| -------------- | ---------------------- | ----------------------- | -------------- | -------------- |
| 1.             | Ben Zwiehoff           | Red Bull-Bora-Hansgrohe | 87 poäng       |                |
| 2.             | Julien Bernard         | Lidl-Trek               | 35 poäng       |                |
| 3.             | Stefan Küng            | Groupama-FDJ            | 25 poäng       |                |
| 4.             | Hugh Carthy            | EF Education-EasyPost   | 23 poäng       |                |
| 5.             | Gerben Kuypers         | Intermarché-Wanty       | 20 poäng       |                |
| 6.             | Louis Barré            | Intermarché-Wanty       | 20 poäng       |                |
| 7.             | João Almeida           | UAE Team Emirates XRG   | 19 poäng       |                |
| 8.             | Lenny Martinez         | Bahrain Victorious      | 10 poäng       |                |
| 9.             | Amanuel Gebrezgabihier | Lidl-Trek               | 8 poäng        |                |
| 10.            | Enzo Paleni            | Groupama-FDJ            | 7 poäng        |                |

| Ungdomstävlingen | Ungdomstävlingen       | Ungdomstävlingen           | Ungdomstävlingen | Ungdomstävlingen |
| Cyklist          | Cyklist                | Lag                        | Tid              |                  |
| ---------------- | ---------------------- | -------------------------- | ---------------- | ---------------- |
| 1.               | Lenny Martinez         | Bahrain Victorious         | 16t 51' 10"      |                  |
| 2.               | Remco Evenepoel        | Soudal Quick-Step          | + 1' 00"         |                  |
| 3.               | Carlos Rodríguez       | Ineos Grenadiers           | + 1' 05"         |                  |
| 4.               | William Junior Lecerf  | Soudal Quick-Step          | + 1' 50"         |                  |
| 5.               | Mathys Rondel          | Tudor Pro Cycling Team     | + 2' 17"         |                  |
| 6.               | Johannes Staune-Mittet | Decathlon-AG2R La Mondiale | + 2' 50"         |                  |
| 7.               | Jörgen Nordhagen       | Team Visma \| Lease a Bike | + 3' 15"         |                  |
| 8.               | Lennert Van Eetvelt    | Lotto                      | + 3' 32"         |                  |
| 9.               | Oscar Onley            | Team Picnic-PostNL         | + 3' 38"         |                  |
| 10.              | Pablo Torres           | UAE Team Emirates XRG      | + 6' 11"         |                  |

| Ungdomstävlingen | Ungdomstävlingen       | Ungdomstävlingen           | Ungdomstävlingen | Ungdomstävlingen |
| Cyklist          | Cyklist                | Lag                        | Tid              |                  |
| ---------------- | ---------------------- | -------------------------- | ---------------- | ---------------- |
| 1.               | Lenny Martinez         | Bahrain Victorious         | 16t 51' 10"      |                  |
| 2.               | Remco Evenepoel        | Soudal Quick-Step          | + 1' 00"         |                  |
| 3.               | Carlos Rodríguez       | Ineos Grenadiers           | + 1' 05"         |                  |
| 4.               | William Junior Lecerf  | Soudal Quick-Step          | + 1' 50"         |                  |
| 5.               | Mathys Rondel          | Tudor Pro Cycling Team     | + 2' 17"         |                  |
| 6.               | Johannes Staune-Mittet | Decathlon-AG2R La Mondiale | + 2' 50"         |                  |
| 7.               | Jörgen Nordhagen       | Team Visma \| Lease a Bike | + 3' 15"         |                  |
| 8.               | Lennert Van Eetvelt    | Lotto                      | + 3' 32"         |                  |
| 9.               | Oscar Onley            | Team Picnic-PostNL         | + 3' 38"         |                  |
| 10.              | Pablo Torres           | UAE Team Emirates XRG      | + 6' 11"         |                  |

| Lagtävlingen | Lagtävlingen                    | Lagtävlingen | Lagtävlingen |
| Lag          | Lag                             | Tid          |              |
| ------------ | ------------------------------- | ------------ | ------------ |
| 1.           | UAE Team Emirates XRG           | 50t 39' 18"  |              |
| 2.           | XDS Astana Team                 | + 13"        |              |
| 3.           | Decathlon AG2R La Mondiale Team | + 10' 38"    |              |
| 4.           | Lidl-Trek                       | + 13' 54"    |              |
| 5.           | Ineos Grenadiers                | + 14' 52"    |              |

| Lagtävlingen | Lagtävlingen                    | Lagtävlingen | Lagtävlingen |
| Lag          | Lag                             | Tid          |              |
| ------------ | ------------------------------- | ------------ | ------------ |
| 1.           | UAE Team Emirates XRG           | 50t 39' 18"  |              |
| 2.           | XDS Astana Team                 | + 13"        |              |
| 3.           | Decathlon AG2R La Mondiale Team | + 10' 38"    |              |
| 4.           | Lidl-Trek                       | + 13' 54"    |              |
| 5.           | Ineos Grenadiers                | + 14' 52"    |              |

## Startlista
| Ineos Grenadiers IGD                                         | Ineos Grenadiers IGD     | Ineos Grenadiers IGD |
| ------------------------------------------------------------ | ------------------------ | -------------------- |
| #                                                            | Cyklist                  | Placering            |
| 1                                                            | Carlos Rodríguez (ESP)   | 6.                   |
| 2                                                            | Victor Langellotti (MON) | 42.                  |
| 3                                                            | Michael Leonard (CAN)    | 59.                  |
| 4                                                            | Artem Shmidt (USA)       | DNF-2                |
| 5                                                            | Ben Swift (GBR)          | 55.                  |
| 6                                                            | Geraint Thomas (GBR)     | 28.                  |
| 7                                                            | Samuel Watson (GBR)      | DNF-4                |
| Sportchef : Xabier Zandio, Oliver Cookson, Kurt-Asle Arvesen |                          |                      |

| UAE Team Emirates XRG UAD                     | UAE Team Emirates XRG UAD             | UAE Team Emirates XRG UAD |
| --------------------------------------------- | ------------------------------------- | ------------------------- |
| #                                             | Cyklist                               | Placering                 |
| 11                                            | João Almeida (POR)                    | 1.                        |
| 12                                            | Ivo Oliveira (POR)                    | 66.                       |
| 13                                            | Jan Christen (SUI)                    | DNF-2                     |
| 14                                            | Felix Großschartner (AUT) (tempolopp) | 68.                       |
| 15                                            | Rune Herregodts (BEL)                 | DNF-4                     |
| 16                                            | Pablo Torres (ESP)                    | 23.                       |
| 17                                            | Jay Vine (AUS)                        | 3.                        |
| Sportchef : Fabrizio Guidi, Simone Pedrazzini |                                       |                           |

| Soudal Quick-Step SOQ                      | Soudal Quick-Step SOQ             | Soudal Quick-Step SOQ |
| ------------------------------------------ | --------------------------------- | --------------------- |
| #                                          | Cyklist                           | Placering             |
| 21                                         | Remco Evenepoel (BEL) (tempolopp) | 5.                    |
| 22                                         | Josef Černý (CZE)                 | 85.                   |
| 23                                         | Pascal Eenkhoorn (NED)            | 89.                   |
| 24                                         | William Junior Lecerf (BEL)       | 8.                    |
| 25                                         | Casper Pedersen (DEN)             | 95.                   |
| 26                                         | Pieter Serry (BEL)                | 64.                   |
| 27                                         | Mauri Vansevenant (BEL)           | 52.                   |
| Sportchef : Klaas Lodewyck, Dries Devenyns |                                   |                       |

| Alpecin-Deceuninck ADC                    | Alpecin-Deceuninck ADC      | Alpecin-Deceuninck ADC |
| ----------------------------------------- | --------------------------- | ---------------------- |
| #                                         | Cyklist                     | Placering              |
| 31                                        | Silvan Dillier (SUI)        | 92.                    |
| 32                                        | Tobias Bayer (AUT)          | 94.                    |
| 33                                        | Ramses Debruyne (BEL)       | 62.                    |
| 34                                        | Johan Price-Pejtersen (DEN) | 108.                   |
| 35                                        | Oscar Riesebeek (NED)       | DNF-4                  |
| 36                                        | Henri Uhlig (GER)           | DNF-2                  |
| 37                                        | Stan Van Tricht (BEL)       | DNF-2                  |
| Sportchef : Luuc Bugter, Frederik Willems |                             |                        |

| Red Bull-Bora-Hansgrohe RBH                 | Red Bull-Bora-Hansgrohe RBH      | Red Bull-Bora-Hansgrohe RBH |
| ------------------------------------------- | -------------------------------- | --------------------------- |
| #                                           | Cyklist                          | Placering                   |
| 41                                          | Aleksandr Vlasov                 | 24.                         |
| 42                                          | Alexander Hajek (AUT) (landsväg) | 73.                         |
| 43                                          | Jonas Koch (GER)                 | DNF-2                       |
| 44                                          | Filip Maciejuk (POL) (tempolopp) | 74.                         |
| 45                                          | Anton Palzer (GER)               | 43.                         |
| 46                                          | Matteo Sobrero (ITA)             | DNF-3                       |
| 47                                          | Ben Zwiehoff (GER)               | 75.                         |
| Sportchef : Roger Hammond, Enrico Poitschke |                                  |                             |

| Team Visma \| Lease a Bike TVL              | Team Visma \| Lease a Bike TVL | Team Visma \| Lease a Bike TVL |
| ------------------------------------------- | ------------------------------ | ------------------------------ |
| #                                           | Cyklist                        | Placering                      |
| 51                                          | Matthew Brennan (GBR)          | 79.                            |
| 52                                          | Tijmen Graat (NED)             | 45.                            |
| 53                                          | Menno Huising (NED)            | 70.                            |
| 54                                          | Daniel McLay (GBR)             | DNF-2                          |
| 55                                          | Jörgen Nordhagen (NOR)         | 13.                            |
| 56                                          | Loe van Belle (NED)            | DNF-4                          |
| 57                                          | Julien Vermote (BEL)           | 107.                           |
| Sportchef : Robby Cobbaert, Maarten Wynants |                                |                                |

| Team Jayco AlUla JAY                                 | Team Jayco AlUla JAY            | Team Jayco AlUla JAY |
| ---------------------------------------------------- | ------------------------------- | -------------------- |
| #                                                    | Cyklist                         | Placering            |
| 61                                                   | Luke Plapp (AUS) (tempolopp)    | 72.                  |
| 62                                                   | Hagos Welay Berhe (ETH)         | DNF-4                |
| 63                                                   | Edward Dunbar (IRL) (tempolopp) | 27.                  |
| 64                                                   | Anders Foldager (DEN)           | DNS-2                |
| 65                                                   | Asbjørn Hellemose (DEN)         | 20.                  |
| 66                                                   | Christopher Juul-Jensen (DEN)   | 48.                  |
| 67                                                   | Campbell Stewart (NZL)          | DNF-4                |
| Sportchef : Andrew Smith, Steve Cummings, Rafa Valls |                                 |                      |

| Intermarché-Wanty IWA                                    | Intermarché-Wanty IWA | Intermarché-Wanty IWA |
| -------------------------------------------------------- | --------------------- | --------------------- |
| #                                                        | Cyklist               | Placering             |
| 71                                                       | Huub Artz (NED)       | DNF-4                 |
| 72                                                       | Louis Barré (FRA)     | 65.                   |
| 73                                                       | Kamiel Bonneu (BEL)   | 37.                   |
| 74                                                       | Dries De Pooter (BEL) | 96.                   |
| 75                                                       | Gerben Kuypers (BEL)  | 58.                   |
| 76                                                       | Tom Paquot (BEL)      | DNF-4                 |
| 77                                                       | Luca Van Boven (BEL)  | DNS-0                 |
| Sportchef : Sebastien Demarbaix, Franky Van Haesebroucke |                       |                       |

| Lidl-Trek LTK                           | Lidl-Trek LTK                            | Lidl-Trek LTK |
| --------------------------------------- | ---------------------------------------- | ------------- |
| #                                       | Cyklist                                  | Placering     |
| 81                                      | Juan Pedro López (ESP)                   | 7.            |
| 82                                      | Julien Bernard (FRA)                     | 38.           |
| 83                                      | Amanuel Gebrezgabihier (ERI) (tempolopp) | 49.           |
| 84                                      | Lennard Kämna (GER)                      | 61.           |
| 85                                      | Bauke Mollema (NED)                      | 91.           |
| 86                                      | Jacopo Mosca (ITA)                       | DNS-5         |
| 87                                      | Sam Oomen (NED)                          | 25.           |
| Sportchef : Xabier Zabalo, Grégory Rast |                                          |               |

| Movistar Team MOV                            | Movistar Team MOV       | Movistar Team MOV |
| -------------------------------------------- | ----------------------- | ----------------- |
| #                                            | Cyklist                 | Placering         |
| 91                                           | Javier Romo (ESP)       | 10.               |
| 92                                           | Jorge Arcas (ESP)       | 67.               |
| 93                                           | Pablo Castrillo (ESP)   | 51.               |
| 94                                           | Davide Cimolai (ITA)    | 105.              |
| 95                                           | Nelson Oliveira (POR)   | 76.               |
| 96                                           | Mathias Norsgaard (DEN) | 103.              |
| 97                                           | Iván Romeo (ESP)        | 35.               |
| Sportchef : José Joaquín Rojas, Iván Velasco |                         |                   |

| EF Education-EasyPost EFE                        | EF Education-EasyPost EFE        | EF Education-EasyPost EFE |
| ------------------------------------------------ | -------------------------------- | ------------------------- |
| #                                                | Cyklist                          | Placering                 |
| 101                                              | Kasper Asgreen (DEN)             | 84.                       |
| 102                                              | Alex Baudin (FRA)                | 33.                       |
| 103                                              | Hugh Carthy (GBR)                | 71.                       |
| 104                                              | Lukas Nerurkar (GBR)             | DNF-2                     |
| 105                                              | Darren Rafferty (IRL) (landsväg) | 41.                       |
| 106                                              | Archie Ryan (IRL)                | 26.                       |
| 107                                              | James Shaw (GBR)                 | 50.                       |
| Sportchef : Charles Wegelius, Tejay van Garderen |                                  |                           |

| Bahrain Victorious TBV                  | Bahrain Victorious TBV   | Bahrain Victorious TBV |
| --------------------------------------- | ------------------------ | ---------------------- |
| #                                       | Cyklist                  | Placering              |
| 111                                     | Lenny Martinez (FRA)     | 2.                     |
| 112                                     | Nicolò Buratti (ITA)     | 100.                   |
| 113                                     | Kamil Gradek (POL)       | 80.                    |
| 114                                     | Jack Haig (AUS)          | 18.                    |
| 115                                     | Mathijs Paasschens (NED) | 57.                    |
| 116                                     | Finlay Pickering (GBR)   | 44.                    |
| 117                                     | Max van der Meulen (NED) | 63.                    |
| Sportchef : Michał Gołaś, Neil Stephens |                          |                        |

| Cofidis COF                                    | Cofidis COF                 | Cofidis COF |
| ---------------------------------------------- | --------------------------- | ----------- |
| #                                              | Cyklist                     | Placering   |
| 121                                            | Emanuel Buchmann (GER)      | 21.         |
| 122                                            | Stanisław Aniołkowski (POL) | DNF-2       |
| 123                                            | Nicolas Debeaumarché (FRA)  | DNS-4       |
| 124                                            | Jesús Herrada (ESP)         | 54.         |
| 125                                            | Ion Izagirre (ESP)          | 22.         |
| 126                                            | Oliver Knight (GBR)         | 82.         |
| 127                                            | Hugo Toumire (FRA)          | DNF-3       |
| Sportchef : Benjamin Giraud, Yvonnick Bolgiani |                             |             |

| Team Picnic-PostNL TPP                 | Team Picnic-PostNL TPP | Team Picnic-PostNL TPP |
| -------------------------------------- | ---------------------- | ---------------------- |
| #                                      | Cyklist                | Placering              |
| 131                                    | Oscar Onley (GBR)      | 16.                    |
| 132                                    | Pavel Bittner (CZE)    | 87.                    |
| 133                                    | Romain Combaud (FRA)   | 98.                    |
| 134                                    | Patrick Eddy (AUS)     | 81.                    |
| 135                                    | Bjoern Koerdt (GBR)    | 46.                    |
| 136                                    | Gijs Leemreize (NED)   | 32.                    |
| 137                                    | Timo Roosen (NED)      | 104.                   |
| Sportchef : Joey van Rhee, Rudie Kemna |                        |                        |

| Groupama-FDJ GFC                               | Groupama-FDJ GFC              | Groupama-FDJ GFC |
| ---------------------------------------------- | ----------------------------- | ---------------- |
| #                                              | Cyklist                       | Placering        |
| 141                                            | Clément Davy (FRA)            | 99.              |
| 142                                            | Rémi Cavagna (FRA)            | 77.              |
| 143                                            | David Gaudu (FRA)             | 30.              |
| 144                                            | Lorenzo Germani (ITA)         | 40.              |
| 145                                            | Stefan Küng (SUI) (tempolopp) | 69.              |
| 146                                            | Enzo Paleni (FRA)             | 83.              |
| 147                                            | Rémy Rochas (FRA)             | 36.              |
| Sportchef : Stéphane Goubert, Philippe Mauduit |                               |                  |

| XDS Astana Team XAT                           | XDS Astana Team XAT              | XDS Astana Team XAT |
| --------------------------------------------- | -------------------------------- | ------------------- |
| #                                             | Cyklist                          | Placering           |
| 151                                           | Harold Tejada (COL)              | 14.                 |
| 152                                           | Alberto Bettiol (ITA) (landsväg) | 56.                 |
| 153                                           | Clément Champoussin (FRA)        | DNF-3               |
| 154                                           | Lorenzo Fortunato (ITA)          | 4.                  |
| 155                                           | Michele Gazzoli (ITA)            | 97.                 |
| 156                                           | Sergio Higuita (COL)             | 17.                 |
| 157                                           | Anton Kuzmin (KAZ)               | DNF                 |
| Sportchef : Alexandr Shefer, Bruno Cenghialta |                                  |                     |

| Arkéa-B&B Hotels ARK                    | Arkéa-B&B Hotels ARK     | Arkéa-B&B Hotels ARK |
| --------------------------------------- | ------------------------ | -------------------- |
| #                                       | Cyklist                  | Placering            |
| 161                                     | Cristián Rodríguez (ESP) | 11.                  |
| 162                                     | Amaury Capiot (BEL)      | OTL-2                |
| 163                                     | Raúl García Pierna (ESP) | 39.                  |
| 164                                     | Thibault Guernalec (FRA) | 60.                  |
| 165                                     | Victor Guernalec (FRA)   | 93.                  |
| 166                                     | Léandre Lozouet (FRA)    | 106.                 |
| 167                                     | Clément Venturini (FRA)  | 47.                  |
| Sportchef : Yvon Ledanois, Maxime Bouet |                          |                      |

| Decathlon-AG2R La Mondiale DAT | Decathlon-AG2R La Mondiale DAT | Decathlon-AG2R La Mondiale DAT |
| ------------------------------ | ------------------------------ | ------------------------------ |
| #                              | Cyklist                        | Placering                      |
| 171                            | Aurélien Paret-Peintre (FRA)   | 29.                            |
| 172                            | Léo Bisiaux (FRA)              | DNS-1                          |
| 173                            | Stefan Bissegger (SUI)         | 102.                           |
| 174                            | Benoît Cosnefroy (FRA)         | 86.                            |
| 175                            | Callum Scotson (AUS)           | 19.                            |
| 176                            | Johannes Staune-Mittet (NOR)   | 12.                            |
| 177                            | Andrea Vendrame (ITA)          | DNS-0                          |
| Sportchef : José Luis Arrieta  |                                |                                |

| Tudor Pro Cycling Team TUD                 | Tudor Pro Cycling Team TUD        | Tudor Pro Cycling Team TUD |
| ------------------------------------------ | --------------------------------- | -------------------------- |
| #                                          | Cyklist                           | Placering                  |
| 181                                        | Mathys Rondel (FRA)               | 9.                         |
| 182                                        | Jacob Eriksson (SWE) (landsväg)   | DNF-1                      |
| 183                                        | Arthur Kluckers (LUX) (tempolopp) | DNF-2                      |
| 184                                        | Sebastian Kolze Changizi (DEN)    | 101.                       |
| 185                                        | Joel Suter (SUI)                  | DNS-1                      |
| 186                                        | Roland Thalmann (SUI)             | 53.                        |
| 187                                        | Maikel Zijlaard (NED)             | DNF-3                      |
| Sportchef : Boris Zimine, Morgan Lamoisson |                                   |                            |

| Lotto LOT                             | Lotto LOT                 | Lotto LOT |
| ------------------------------------- | ------------------------- | --------- |
| #                                     | Cyklist                   | Placering |
| 191                                   | Lennert Van Eetvelt (BEL) | 15.       |
| 192                                   | Logan Currie (NZL)        | 78.       |
| 193                                   | Jarrad Drizners (AUS)     | 90.       |
| 194                                   | Milan Menten (BEL)        | DNF-3     |
| 195                                   | Eduardo Sepúlveda (ARG)   | 31.       |
| 196                                   | Reuben Thompson (NZL)     | 34.       |
| 197                                   | Jonas Gregaard (DEN)      | 88.       |
| Sportchef : Mario Aerts, Marc Wauters |                           |           |

| Ineos Grenadiers IGD                                         | Ineos Grenadiers IGD     | Ineos Grenadiers IGD |
| ------------------------------------------------------------ | ------------------------ | -------------------- |
| #                                                            | Cyklist                  | Placering            |
| 1                                                            | Carlos Rodríguez (ESP)   | 6.                   |
| 2                                                            | Victor Langellotti (MON) | 42.                  |
| 3                                                            | Michael Leonard (CAN)    | 59.                  |
| 4                                                            | Artem Shmidt (USA)       | DNF-2                |
| 5                                                            | Ben Swift (GBR)          | 55.                  |
| 6                                                            | Geraint Thomas (GBR)     | 28.                  |
| 7                                                            | Samuel Watson (GBR)      | DNF-4                |
| Sportchef : Xabier Zandio, Oliver Cookson, Kurt-Asle Arvesen |                          |                      |

| UAE Team Emirates XRG UAD                     | UAE Team Emirates XRG UAD             | UAE Team Emirates XRG UAD |
| --------------------------------------------- | ------------------------------------- | ------------------------- |
| #                                             | Cyklist                               | Placering                 |
| 11                                            | João Almeida (POR)                    | 1.                        |
| 12                                            | Ivo Oliveira (POR)                    | 66.                       |
| 13                                            | Jan Christen (SUI)                    | DNF-2                     |
| 14                                            | Felix Großschartner (AUT) (tempolopp) | 68.                       |
| 15                                            | Rune Herregodts (BEL)                 | DNF-4                     |
| 16                                            | Pablo Torres (ESP)                    | 23.                       |
| 17                                            | Jay Vine (AUS)                        | 3.                        |
| Sportchef : Fabrizio Guidi, Simone Pedrazzini |                                       |                           |

| Soudal Quick-Step SOQ                      | Soudal Quick-Step SOQ             | Soudal Quick-Step SOQ |
| ------------------------------------------ | --------------------------------- | --------------------- |
| #                                          | Cyklist                           | Placering             |
| 21                                         | Remco Evenepoel (BEL) (tempolopp) | 5.                    |
| 22                                         | Josef Černý (CZE)                 | 85.                   |
| 23                                         | Pascal Eenkhoorn (NED)            | 89.                   |
| 24                                         | William Junior Lecerf (BEL)       | 8.                    |
| 25                                         | Casper Pedersen (DEN)             | 95.                   |
| 26                                         | Pieter Serry (BEL)                | 64.                   |
| 27                                         | Mauri Vansevenant (BEL)           | 52.                   |
| Sportchef : Klaas Lodewyck, Dries Devenyns |                                   |                       |

| Alpecin-Deceuninck ADC                    | Alpecin-Deceuninck ADC      | Alpecin-Deceuninck ADC |
| ----------------------------------------- | --------------------------- | ---------------------- |
| #                                         | Cyklist                     | Placering              |
| 31                                        | Silvan Dillier (SUI)        | 92.                    |
| 32                                        | Tobias Bayer (AUT)          | 94.                    |
| 33                                        | Ramses Debruyne (BEL)       | 62.                    |
| 34                                        | Johan Price-Pejtersen (DEN) | 108.                   |
| 35                                        | Oscar Riesebeek (NED)       | DNF-4                  |
| 36                                        | Henri Uhlig (GER)           | DNF-2                  |
| 37                                        | Stan Van Tricht (BEL)       | DNF-2                  |
| Sportchef : Luuc Bugter, Frederik Willems |                             |                        |

| Red Bull-Bora-Hansgrohe RBH                 | Red Bull-Bora-Hansgrohe RBH      | Red Bull-Bora-Hansgrohe RBH |
| ------------------------------------------- | -------------------------------- | --------------------------- |
| #                                           | Cyklist                          | Placering                   |
| 41                                          | Aleksandr Vlasov                 | 24.                         |
| 42                                          | Alexander Hajek (AUT) (landsväg) | 73.                         |
| 43                                          | Jonas Koch (GER)                 | DNF-2                       |
| 44                                          | Filip Maciejuk (POL) (tempolopp) | 74.                         |
| 45                                          | Anton Palzer (GER)               | 43.                         |
| 46                                          | Matteo Sobrero (ITA)             | DNF-3                       |
| 47                                          | Ben Zwiehoff (GER)               | 75.                         |
| Sportchef : Roger Hammond, Enrico Poitschke |                                  |                             |

| Team Visma \| Lease a Bike TVL              | Team Visma \| Lease a Bike TVL | Team Visma \| Lease a Bike TVL |
| ------------------------------------------- | ------------------------------ | ------------------------------ |
| #                                           | Cyklist                        | Placering                      |
| 51                                          | Matthew Brennan (GBR)          | 79.                            |
| 52                                          | Tijmen Graat (NED)             | 45.                            |
| 53                                          | Menno Huising (NED)            | 70.                            |
| 54                                          | Daniel McLay (GBR)             | DNF-2                          |
| 55                                          | Jörgen Nordhagen (NOR)         | 13.                            |
| 56                                          | Loe van Belle (NED)            | DNF-4                          |
| 57                                          | Julien Vermote (BEL)           | 107.                           |
| Sportchef : Robby Cobbaert, Maarten Wynants |                                |                                |

| Team Jayco AlUla JAY                                 | Team Jayco AlUla JAY            | Team Jayco AlUla JAY |
| ---------------------------------------------------- | ------------------------------- | -------------------- |
| #                                                    | Cyklist                         | Placering            |
| 61                                                   | Luke Plapp (AUS) (tempolopp)    | 72.                  |
| 62                                                   | Hagos Welay Berhe (ETH)         | DNF-4                |
| 63                                                   | Edward Dunbar (IRL) (tempolopp) | 27.                  |
| 64                                                   | Anders Foldager (DEN)           | DNS-2                |
| 65                                                   | Asbjørn Hellemose (DEN)         | 20.                  |
| 66                                                   | Christopher Juul-Jensen (DEN)   | 48.                  |
| 67                                                   | Campbell Stewart (NZL)          | DNF-4                |
| Sportchef : Andrew Smith, Steve Cummings, Rafa Valls |                                 |                      |

| Intermarché-Wanty IWA                                    | Intermarché-Wanty IWA | Intermarché-Wanty IWA |
| -------------------------------------------------------- | --------------------- | --------------------- |
| #                                                        | Cyklist               | Placering             |
| 71                                                       | Huub Artz (NED)       | DNF-4                 |
| 72                                                       | Louis Barré (FRA)     | 65.                   |
| 73                                                       | Kamiel Bonneu (BEL)   | 37.                   |
| 74                                                       | Dries De Pooter (BEL) | 96.                   |
| 75                                                       | Gerben Kuypers (BEL)  | 58.                   |
| 76                                                       | Tom Paquot (BEL)      | DNF-4                 |
| 77                                                       | Luca Van Boven (BEL)  | DNS-0                 |
| Sportchef : Sebastien Demarbaix, Franky Van Haesebroucke |                       |                       |

| Lidl-Trek LTK                           | Lidl-Trek LTK                            | Lidl-Trek LTK |
| --------------------------------------- | ---------------------------------------- | ------------- |
| #                                       | Cyklist                                  | Placering     |
| 81                                      | Juan Pedro López (ESP)                   | 7.            |
| 82                                      | Julien Bernard (FRA)                     | 38.           |
| 83                                      | Amanuel Gebrezgabihier (ERI) (tempolopp) | 49.           |
| 84                                      | Lennard Kämna (GER)                      | 61.           |
| 85                                      | Bauke Mollema (NED)                      | 91.           |
| 86                                      | Jacopo Mosca (ITA)                       | DNS-5         |
| 87                                      | Sam Oomen (NED)                          | 25.           |
| Sportchef : Xabier Zabalo, Grégory Rast |                                          |               |

| Movistar Team MOV                            | Movistar Team MOV       | Movistar Team MOV |
| -------------------------------------------- | ----------------------- | ----------------- |
| #                                            | Cyklist                 | Placering         |
| 91                                           | Javier Romo (ESP)       | 10.               |
| 92                                           | Jorge Arcas (ESP)       | 67.               |
| 93                                           | Pablo Castrillo (ESP)   | 51.               |
| 94                                           | Davide Cimolai (ITA)    | 105.              |
| 95                                           | Nelson Oliveira (POR)   | 76.               |
| 96                                           | Mathias Norsgaard (DEN) | 103.              |
| 97                                           | Iván Romeo (ESP)        | 35.               |
| Sportchef : José Joaquín Rojas, Iván Velasco |                         |                   |

| EF Education-EasyPost EFE                        | EF Education-EasyPost EFE        | EF Education-EasyPost EFE |
| ------------------------------------------------ | -------------------------------- | ------------------------- |
| #                                                | Cyklist                          | Placering                 |
| 101                                              | Kasper Asgreen (DEN)             | 84.                       |
| 102                                              | Alex Baudin (FRA)                | 33.                       |
| 103                                              | Hugh Carthy (GBR)                | 71.                       |
| 104                                              | Lukas Nerurkar (GBR)             | DNF-2                     |
| 105                                              | Darren Rafferty (IRL) (landsväg) | 41.                       |
| 106                                              | Archie Ryan (IRL)                | 26.                       |
| 107                                              | James Shaw (GBR)                 | 50.                       |
| Sportchef : Charles Wegelius, Tejay van Garderen |                                  |                           |

| Bahrain Victorious TBV                  | Bahrain Victorious TBV   | Bahrain Victorious TBV |
| --------------------------------------- | ------------------------ | ---------------------- |
| #                                       | Cyklist                  | Placering              |
| 111                                     | Lenny Martinez (FRA)     | 2.                     |
| 112                                     | Nicolò Buratti (ITA)     | 100.                   |
| 113                                     | Kamil Gradek (POL)       | 80.                    |
| 114                                     | Jack Haig (AUS)          | 18.                    |
| 115                                     | Mathijs Paasschens (NED) | 57.                    |
| 116                                     | Finlay Pickering (GBR)   | 44.                    |
| 117                                     | Max van der Meulen (NED) | 63.                    |
| Sportchef : Michał Gołaś, Neil Stephens |                          |                        |

| Cofidis COF                                    | Cofidis COF                 | Cofidis COF |
| ---------------------------------------------- | --------------------------- | ----------- |
| #                                              | Cyklist                     | Placering   |
| 121                                            | Emanuel Buchmann (GER)      | 21.         |
| 122                                            | Stanisław Aniołkowski (POL) | DNF-2       |
| 123                                            | Nicolas Debeaumarché (FRA)  | DNS-4       |
| 124                                            | Jesús Herrada (ESP)         | 54.         |
| 125                                            | Ion Izagirre (ESP)          | 22.         |
| 126                                            | Oliver Knight (GBR)         | 82.         |
| 127                                            | Hugo Toumire (FRA)          | DNF-3       |
| Sportchef : Benjamin Giraud, Yvonnick Bolgiani |                             |             |

| Team Picnic-PostNL TPP                 | Team Picnic-PostNL TPP | Team Picnic-PostNL TPP |
| -------------------------------------- | ---------------------- | ---------------------- |
| #                                      | Cyklist                | Placering              |
| 131                                    | Oscar Onley (GBR)      | 16.                    |
| 132                                    | Pavel Bittner (CZE)    | 87.                    |
| 133                                    | Romain Combaud (FRA)   | 98.                    |
| 134                                    | Patrick Eddy (AUS)     | 81.                    |
| 135                                    | Bjoern Koerdt (GBR)    | 46.                    |
| 136                                    | Gijs Leemreize (NED)   | 32.                    |
| 137                                    | Timo Roosen (NED)      | 104.                   |
| Sportchef : Joey van Rhee, Rudie Kemna |                        |                        |

| Groupama-FDJ GFC                               | Groupama-FDJ GFC              | Groupama-FDJ GFC |
| ---------------------------------------------- | ----------------------------- | ---------------- |
| #                                              | Cyklist                       | Placering        |
| 141                                            | Clément Davy (FRA)            | 99.              |
| 142                                            | Rémi Cavagna (FRA)            | 77.              |
| 143                                            | David Gaudu (FRA)             | 30.              |
| 144                                            | Lorenzo Germani (ITA)         | 40.              |
| 145                                            | Stefan Küng (SUI) (tempolopp) | 69.              |
| 146                                            | Enzo Paleni (FRA)             | 83.              |
| 147                                            | Rémy Rochas (FRA)             | 36.              |
| Sportchef : Stéphane Goubert, Philippe Mauduit |                               |                  |

| XDS Astana Team XAT                           | XDS Astana Team XAT              | XDS Astana Team XAT |
| --------------------------------------------- | -------------------------------- | ------------------- |
| #                                             | Cyklist                          | Placering           |
| 151                                           | Harold Tejada (COL)              | 14.                 |
| 152                                           | Alberto Bettiol (ITA) (landsväg) | 56.                 |
| 153                                           | Clément Champoussin (FRA)        | DNF-3               |
| 154                                           | Lorenzo Fortunato (ITA)          | 4.                  |
| 155                                           | Michele Gazzoli (ITA)            | 97.                 |
| 156                                           | Sergio Higuita (COL)             | 17.                 |
| 157                                           | Anton Kuzmin (KAZ)               | DNF                 |
| Sportchef : Alexandr Shefer, Bruno Cenghialta |                                  |                     |

| Arkéa-B&B Hotels ARK                    | Arkéa-B&B Hotels ARK     | Arkéa-B&B Hotels ARK |
| --------------------------------------- | ------------------------ | -------------------- |
| #                                       | Cyklist                  | Placering            |
| 161                                     | Cristián Rodríguez (ESP) | 11.                  |
| 162                                     | Amaury Capiot (BEL)      | OTL-2                |
| 163                                     | Raúl García Pierna (ESP) | 39.                  |
| 164                                     | Thibault Guernalec (FRA) | 60.                  |
| 165                                     | Victor Guernalec (FRA)   | 93.                  |
| 166                                     | Léandre Lozouet (FRA)    | 106.                 |
| 167                                     | Clément Venturini (FRA)  | 47.                  |
| Sportchef : Yvon Ledanois, Maxime Bouet |                          |                      |

| Decathlon-AG2R La Mondiale DAT | Decathlon-AG2R La Mondiale DAT | Decathlon-AG2R La Mondiale DAT |
| ------------------------------ | ------------------------------ | ------------------------------ |
| #                              | Cyklist                        | Placering                      |
| 171                            | Aurélien Paret-Peintre (FRA)   | 29.                            |
| 172                            | Léo Bisiaux (FRA)              | DNS-1                          |
| 173                            | Stefan Bissegger (SUI)         | 102.                           |
| 174                            | Benoît Cosnefroy (FRA)         | 86.                            |
| 175                            | Callum Scotson (AUS)           | 19.                            |
| 176                            | Johannes Staune-Mittet (NOR)   | 12.                            |
| 177                            | Andrea Vendrame (ITA)          | DNS-0                          |
| Sportchef : José Luis Arrieta  |                                |                                |

| Tudor Pro Cycling Team TUD                 | Tudor Pro Cycling Team TUD        | Tudor Pro Cycling Team TUD |
| ------------------------------------------ | --------------------------------- | -------------------------- |
| #                                          | Cyklist                           | Placering                  |
| 181                                        | Mathys Rondel (FRA)               | 9.                         |
| 182                                        | Jacob Eriksson (SWE) (landsväg)   | DNF-1                      |
| 183                                        | Arthur Kluckers (LUX) (tempolopp) | DNF-2                      |
| 184                                        | Sebastian Kolze Changizi (DEN)    | 101.                       |
| 185                                        | Joel Suter (SUI)                  | DNS-1                      |
| 186                                        | Roland Thalmann (SUI)             | 53.                        |
| 187                                        | Maikel Zijlaard (NED)             | DNF-3                      |
| Sportchef : Boris Zimine, Morgan Lamoisson |                                   |                            |

| Lotto LOT                             | Lotto LOT                 | Lotto LOT |
| ------------------------------------- | ------------------------- | --------- |
| #                                     | Cyklist                   | Placering |
| 191                                   | Lennert Van Eetvelt (BEL) | 15.       |
| 192                                   | Logan Currie (NZL)        | 78.       |
| 193                                   | Jarrad Drizners (AUS)     | 90.       |
| 194                                   | Milan Menten (BEL)        | DNF-3     |
| 195                                   | Eduardo Sepúlveda (ARG)   | 31.       |
| 196                                   | Reuben Thompson (NZL)     | 34.       |
| 197                                   | Jonas Gregaard (DEN)      | 88.       |
| Sportchef : Mario Aerts, Marc Wauters |                           |           |

Förklaringar
DNF = Fullföljde inte, OTL = Utanför tidsgränsen, DNS = Startade inte, DSQ = Diskvalificerad